# Thymochares rehni
Thymochares rehni är en insektsart som beskrevs av Günther, K. 1959. Thymochares rehni ingår i släktet Thymochares och familjen torngräshoppor. Inga underarter finns listade i Catalogue of Life.